# HMS Inflexible (1907)
HMS Inflexible − brytyjski krążownik liniowy z okresu I wojny światowej, należący do typu Invincible.
Okręt wszedł do służby w 1908 roku. Uczestniczył w działaniach Royal Navy, w 1914 roku biorąc udział w pościgu za niemieckimi krążownikami „Goeben” i „Breslau” na Morzu Śródziemnym a następnie poszukiwaniach niemieckiej Eskadry Wschodnioazjatyckiej na południowym Atlantyku, zakończonym zwycięstwem w bitwie koło Falklandów. Po powrocie na Morze Śródziemne brał udział w bombardowaniu tureckich fortów w Dardanelach i odniósł uszkodzenia po wybuchu miny 18 marca 1915 roku. Po remoncie i powrocie do linii wszedł w skład Grand Fleet i uczestniczył w bitwie jutlandzkiej. Po zakończeniu wojny został przesunięty do rezerwy, a w 1921 roku sprzedany do stoczni złomowej.

## Projektowanie i budowa
W 1906 roku, po zaledwie czternastu miesiącach od położenia stępki, wszedł do służby w Royal Navy nowatorski, zbudowany według koncepcji all-big-gun (same wielkie działa – jednolite uzbrojenie głównego kalibru), pancernik „Dreadnought”. Nieco wcześniej w tym samym roku rozpoczęto w brytyjskich stoczniach konstruowanie trzech okrętów, które dały początek nowej klasie krążowników liniowych. Łączyły one w sobie uzbrojenie nowych pancerników (drednotów) z prędkością właściwą krążownikom. Projekt nowych okrętów, klasyfikowanych początkowo jako wielkie krążowniki pancerne, został przyjęty w połowie 1905 roku.
Budowę przyszłego „Inflexible” rozpoczęto 5 lutego 1906 roku w stoczni John Brown & Co. w Clydebank. Wodowanie nastąpiło 26 czerwca 1907 roku, a nazwa okrętu została użyta po raz piąty w historii Royal Navy. 20 października 1908 roku w Chatham krążownik został oficjalnie przyjęty w skład brytyjskiej marynarki wojennej. Koszt budowy, bez uzbrojenia, wyniósł 1 630 739 funtów.

## Opis konstrukcji
Krążowniki liniowe typu Invincible miały kadłub o długości całkowitej 172,8 m i szerokości maksymalnej 23,9 m. Wyporność konstrukcyjna miała wynosić według projektu 17 250 ts, po wejściu do służby określoną ją na „Inflexible” na 17 290 ts, zaś pełną na 19 975 ts. Przeciętne zanurzenie przy wyporności konstrukcyjnej wynosiło 8 m, a przy pełnym obciążeniu 9,1 m.
Napęd okrętu stanowiły dwa zdwojone zespoły turbin parowych Parsonsa, umieszczone w oddzielnych maszynowniach. Każdy składał się z dwóch turbin wysokiego ciśnienia, napędzających zewnętrzny wał napędowy oraz dwóch turbin niskiego ciśnienia, napędzających wał wewnętrzny. Ponadto okręty zostały wyposażone w dwie turbiny marszowe, dla niskich prędkości, również napędzające wały wewnętrzne. Sprawiały one jednak kłopoty w eksploatacji i nie były używane. Parę do turbin dostarczało 31 kotłów wodnorurkowych typu Babcock & Wilcox, opalanych węglem z zainstalowanym systemem wtryskiwaczy paliwa płynnego, rozmieszczonych w czterech oddzielnych kotłowniach. Łączna moc siłowni wynosiła 41 000 shp, co miało zapewnić projektowaną prędkość 25 węzłów. Na próbach „Inflexible” osiągnął 26,48 węzła przy mocy maksymalnej 46 947 shp. Okręt posiadał dwa stery, umocowane równolegle na rufie bezpośrednio za śrubami wewnętrznych wałów napędowych.
Głównym uzbrojeniem krążownika było osiem armat BL Mk X kalibru 305 mm (12 cali), o długości lufy 45 kalibrów, umieszczonych w czterech wieżach artyleryjskich Mk BVIII, o klasycznym, hydraulicznym napędzie obrotu i podniesienia, identycznych jak montowane na „Dreadnoughcie” i pancernikach typów Lord Nelson oraz Bellerophon. Ich producentem był koncern Vickersa. Były one rozmieszczone po jednej na dziobie (wieża „A”) i rufie („X”), w osi symetrii okrętów oraz dwie diagonalnie na burtach na śródokręciu (wieże „P” na prawej i „Q” na lewej burcie). Do zwalczania lżejszych jednostek zainstalowano armaty QF Mk III kalibru 102 mm (4 cale). W momencie wejścia do służby krążownik miał szesnaście takich dział, montowanych na podstawach PI* po cztery na nadbudówkach dziobowej i rufowej oraz po dwa na dachach wież artyleryjskich. W toku służby były one wymieniane na nowsze modele dział tego samego kalibru, a ich liczba była stopniowo redukowana na korzyść wprowadzanego na pokłady uzbrojenia przeciwlotniczego. Dwa działa kal. 102 mm na dachach skrajnych wież artyleryjskich zostały w październiku 1914 roku przystosowane do prowadzenia ognia przeciwlotniczego przez oficera artyleryjskiego okrętu, komandora Vernera i użyte do strzelania stromotorowego podczas ostrzeliwania tureckich umocnień w Dardanelach. Podczas modernizacji na przełomie 1915 i 1916 roku zostały one zastąpione przez trzy działa kal. 76 mm, uzupełnione w 1917 roku dwoma kolejnymi. W 1917 roku „Inflexible” otrzymał jedno nowe działo BL Mk VII kal. 102 mm na podstawie przystosowanej do prowadzenia ognia przeciwlotniczego.
Broń podwodną stanowiło pięć podwodnych wyrzutni torpedowych kalibru 450 mm (18 cali), jedna na rufie, cztery prostopadle do osi podłużnej okrętów, po dwie na burcie, w części dziobowej. Zapas torped wynosił 23 sztuki. Uzbrojenie uzupełniało pięć (według innych źródeł siedem) przenośnych karabinów maszynowych Maxim kal. 7,7 mm.
Wobec założeń przyjętych podczas projektowania okrętów typu Invincible oraz konieczności poczynienia znacznych oszczędności tonażowych dla zrównoważenia masy rozbudowanej siłowni, ochrona pancerna nowych jednostek pozostała niemal na poziomie starszych krążowników pancernych typu Minotaur. Główny pas pancerny na burcie miał grubość 152 mm (6 cali) i rozciągał się pomiędzy dziobową i rufową wieżą artyleryjską. Tworzył on pancerną cytadelę, chroniącą najważniejsze mechanizmy okrętów, zamkniętą z przodu i z tyłu grodziami pancernymi o grubościach odpowiednio 178 i 152 mm (7 i 6 cali). Pancerz na dziobie, poza obszarem cytadeli, miał grubość 102 mm (4 cali). Czoła wież artyleryjskich i ich barbety poza obszarem chronionym głównym pasem pancernym miały grubość 178 mm, dachy wież 76 mm (3 cale), a boki 64 mm (2,5 cala). Ochronę poziomą stanowiły dwa pokłady pancerne: górny o grubości 19−25 mm i dolny, gruby na 38−64 mm. Zabezpieczeniem przed skutkami wybuchów podwodnych były pancerne osłony komór amunicyjnych o grubości 64 mm. Przestrzeń pomiędzy osłonami a burtami była wypełniona węglem. Całość opancerzenia wykonana była z utwardzanej powierzchniowo stali Kruppa.
Po bitwie jutlandzkiej wzmocniono ochronę pokładu, dodając dodatkowe opancerzenie o masie nie przekraczającej 100 ton nad komorami amunicyjnymi. Na przełomie 1917 i 1918 roku okręt otrzymał platformy startowe na wieżach artyleryjskich na śródokręciu i po jednym samolocie Sopwith Camel i Sopwith 1½ Strutter.
Planowana załoga okrętu miała liczyć 779 oficerów, podoficerów i marynarzy.

## Przebieg służby

### Przed I wojną światową
Pierwszym dowódcą „Inflexible” został komandor Henry H. Torlesse. Podczas strzelań próbnych pod koniec 1908 roku na krążowniku wystąpiły nieznaczne uszkodzenia, usunięte przed końcem stycznia 1909 roku w stoczni w Chatham. Po jej opuszczeniu okręt wszedł w skład Nore Division Home Fleet. W marcu 1909 roku przetransferowano go do 1. Eskadry Krążowników, grupującej wszystkie trzy jednostki typu Invincible. W tym samym miesiącu na okręcie nastąpił niewielki wybuch w jednym z bunkrów węglowych, jeden z palaczy odniósł w tym wypadku obrażenia.
16 września 1909 roku na „Inflexible” podniósł swą flagę admirał floty sir Edward Hobart Seymour, udający się z kurtuazyjną wizytą do Nowego Jorku, na obchody trzechsetlecia odkrycia rzeki Hudson oraz stulecia pierwszych okrętów parowych konstrukcji Roberta Fultona (Hudson-Fulton Celebration). Po powrocie, 11 października, krążownik został odstawiony do stoczni celem dokonania niewielkich napraw. Opuścił ją w grudniu i tego samego miesiąca nastąpiła zmiana na stanowisku dowódcy: nowym został komandor Charles L. Napier. 26 maja 1911 roku „Inflexible” zderzył się z pancernikiem „Bellerophon”, uszkadzając dziób. Naprawy, połączone z nieznaczną modernizacją, trwały do 25 listopada, a kolizja (pomimo że winą za nią obarczono załogę pancernika) kosztowała komandora Napiera utratę stanowiska; zastąpił go komandor Richard F. Phillimore. Równocześnie krążownik został, na czas pobytu w stoczni bliźniaczego „Indomitable”, okrętem flagowym dowódcy 1. Eskadry Krążowników, kontradmirała Lewisa Bayly'ego. Pełnił tę funkcję do maja 1912 roku, gdy kontradmirał przeszedł na nowo wcielony do linii „Lion”. Jednocześnie nowym dowódcą jednostki został komandor Robert Stewart Phipps Hornby.
5 listopada 1912 roku „Inflexible” został okrętem flagowym admirała Archibalda Milne’a, dowódcy Floty Śródziemnomorskiej. Otrzymał też nowego dowódcę – komandora Arthura N. Loxleya.

### We Flocie Śródziemnomorskiej

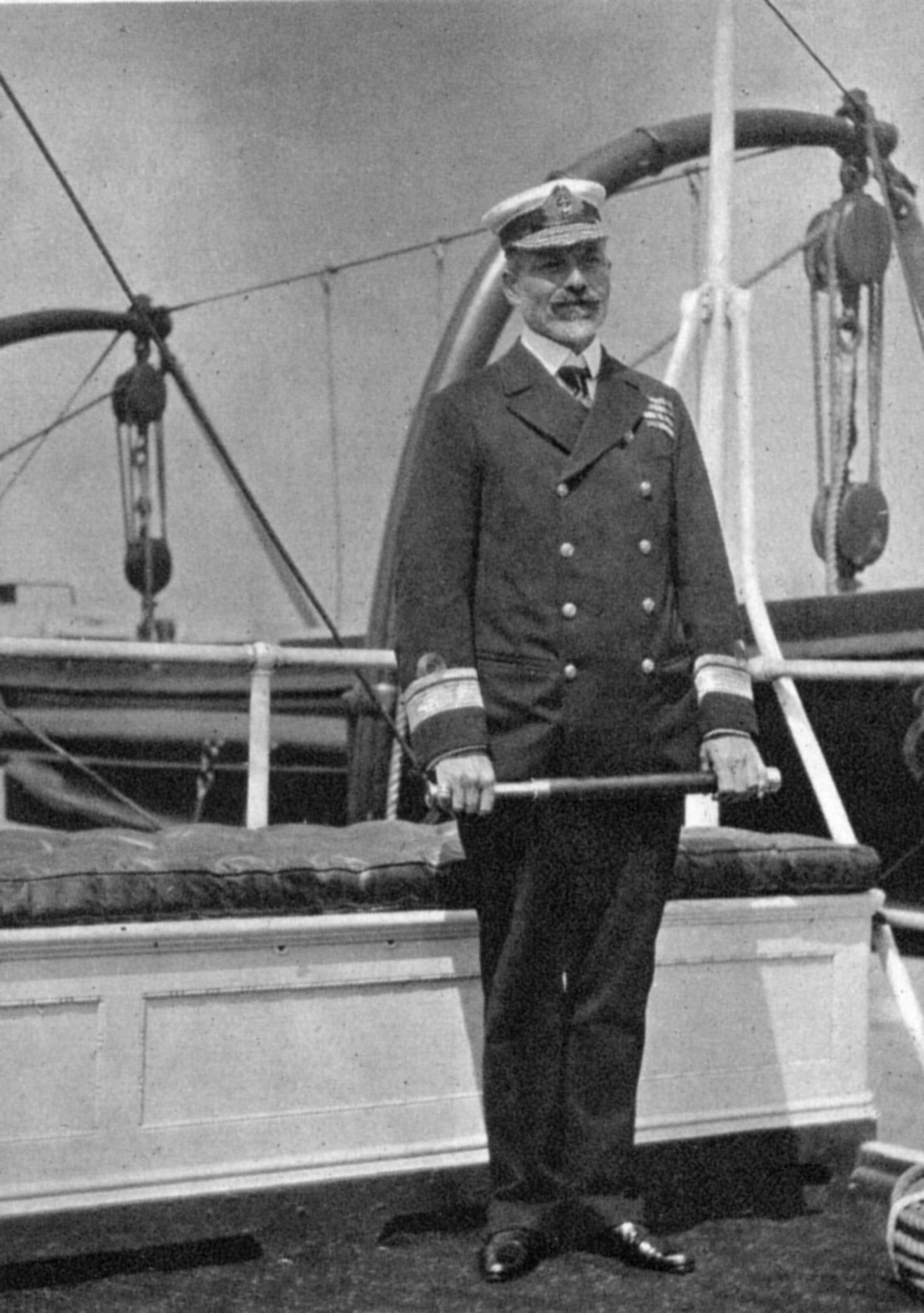
Admirał Archibald Berkeley Milne

Po przejściu na Morze Śródziemne „Inflexible” stacjonował głównie na Malcie i w Aleksandrii, odbywając również wizyty kurtuazyjne w portach regionu. 28 czerwca 1914 roku, w dniu zamachu w Sarajewie, admirał Milne ze swym okrętem flagowym przebywał w Konstantynopolu. W lipcu połączył się z częścią sił Floty Śródziemnomorskiej w Aleksandrii i 28 tego miesiąca popłynął na Maltę, gdzie zarządził koncentrację na wypadek spodziewanej wojny. Potencjalnie najpoważniejszym zagrożeniem dla brytyjskich i francuskich działań na obszarze Morza Śródziemnego była niemiecka Eskadra Śródziemnomorska, składająca się z krążowników: liniowego „Goeben” i lekkiego „Breslau”. Według zamierzeń brytyjskiej Admiralicji zespół admirała Milne’a miał współdziałać z francuską Flotą Śródziemnomorską w osłonie transportów wojsk kolonialnych z francuskiej Algierii do Europy. W tym celu po rozpoczęciu działań wojennych brytyjskie krążowniki liniowe rozpoczęły patrolowanie rejonu Cieśniny Otranto i Cieśniny Mesyńskiej.
4 sierpnia rano, tuż po wypowiedzeniu Francji wojny przez II Rzeszę, niemieckie okręty zbombardowały dwa algierskie porty: Philippeville i Bône. Powracające do włoskiej Mesyny napotkały na swej drodze płynące przeciwnym kursem „Indomitable” i „Indefatigable”. Ponieważ w tamtej chwili Wielka Brytania nie była jeszcze w stanie wojny z Niemcami (wypowiedzenie wojny nastąpiło o północy czasu niemieckiego, po upłynięciu terminu brytyjskiego ultimatum i niemieckiej agresji na neutralną Belgię), okręty brytyjskie rozpoczęły jedynie, po zmianie kursu, śledzenie niemieckiej eskadry. Jednak z powodu kłopotów z urządzeniami napędowymi (prędkość maksymalna „Indefatigable” nie przekraczała wówczas 23 węzłów) nie były w stanie utrzymać kontaktu wzrokowego.
Spodziewając się kolejnej akcji Niemców przeciwko francuskim transportom, admirał Milne zgrupował większość swoich okrętów na zachód od Mesyny. Tymczasem niemiecki dowódca, kontradmirał Wilhelm Souchon, opuścił 6 sierpnia po południu port w Mesynie i skierował się w stronę Konstantynopola. Admirał Milne, nie będąc pewien intencji przeciwnika, pozostawił swe krążowniki liniowe na miejscu, a później powrócił z „Inflexible” na Maltę celem uzupełnienia paliwa. Ponownie wyszedł w morze dopiero po północy 8 sierpnia, kierując się początkowo w stronę Cieśniny Otranto. Dopiero 9 sierpnia otrzymał od Admiralicji wyraźny rozkaz podjęcia pościgu za niemiecką eskadrą, która jednak minęła już przylądek Matapan i 11 sierpnia wpłynęła bezpiecznie do Konstantynopola, gdzie wkrótce obydwa krążowniki zostały formalnie wcielone do tureckiej marynarki wojennej.
12 sierpnia brytyjskie okręty dotarły w rejon Dardaneli, blokując Niemcom możliwość ewentualnego powrotu na Morze Śródziemne. W związku z fiaskiem akcji poszukiwawczej admirał Milne został odwołany do Londynu i jeszcze tego samego dnia popłynął na pokładzie „Inflexible” na Maltę, a 18 sierpnia do Wielkiej Brytanii. Dotarł tam 24 sierpnia, a w dwa dni później otrzymał oficjalną dymisję ze stanowiska dowódcy Floty Śródziemnomorskiej. „Inflexible” miał pozostać na wodach brytyjskich i we wrześniu dołączył do 2. Eskadry Krążowników Liniowych Grand Fleet. Dowódcą okrętu został, po raz drugi w swojej karierze, komandor Richard F. Phillimore. Na początku października 2. Eskadra patrolowała cieśninę pomiędzy Szetlandami a Wyspami Owczymi, osłaniając transport wojsk kanadyjskich płynących do Europy. W drugiej połowie miesiąca wyszła w rejon Zatoki Helgolandzkiej, dla wsparcia planowanego rajdu wodnosamolotów na bazę w Cuxhaven. Po jego odwołaniu z powodu złej pogody okręty powróciły do portów 25 października.

### Bitwa koło Falklandów
4 listopada 1914 roku Admiralicja otrzymała wiadomość o rozgromieniu brytyjskiej Eskadry Indii Zachodnich przez okręty admirała Maximiliana von Spee. W obliczu kolejnej porażki i zagrożenia, jakie stwarzały dla żeglugi alianckiej jednostki niemieckie (krążowniki pancerne „Scharnhorst” i „Gneisenau” oraz trzy krążowniki lekkie), już następnego dnia zapadła decyzja o wysłaniu na południowy Atlantyk dwóch krążowników liniowych, wydzielonych ze składu Grand Fleet. Były to bliźniacze „Invincible” i „Inflexible”. Dowódcą eskadry został mianowany wiceadmirał Frederick Doveton Sturdee.
5 listopada obydwa okręty przeszły z Cromarty do Devonport, gdzie zostały poddane drobnym naprawom i zaopatrzone w zapasy i amunicję. 11 listopada eskadra wypłynęła na poszukiwanie niemieckich krążowników. Przez Wyspy Zielonego Przylądka i bezludny archipelag Abrolhos dotarła 7 grudnia do Port Stanley na Falklandach. Następnego dnia w rejon wysp dotarła Niemiecka Eskadra Dalekowschodnia, której dowódca, nie spodziewając się obecności zespołu admirała Sturdee, planował wysadzenie w porcie desantu i aresztowanie gubernatora archipelagu. Po zaobserwowaniu zbliżających się okrętów niemieckich jako pierwsi otworzyli ogień artylerzyści starego pancernika „Canopus”, osadzonego na mieliźnie. Rozpoznając niebezpieczeństwo, admirał von Spee rozkazał swojej eskadrze zawrócić na południowy wschód.

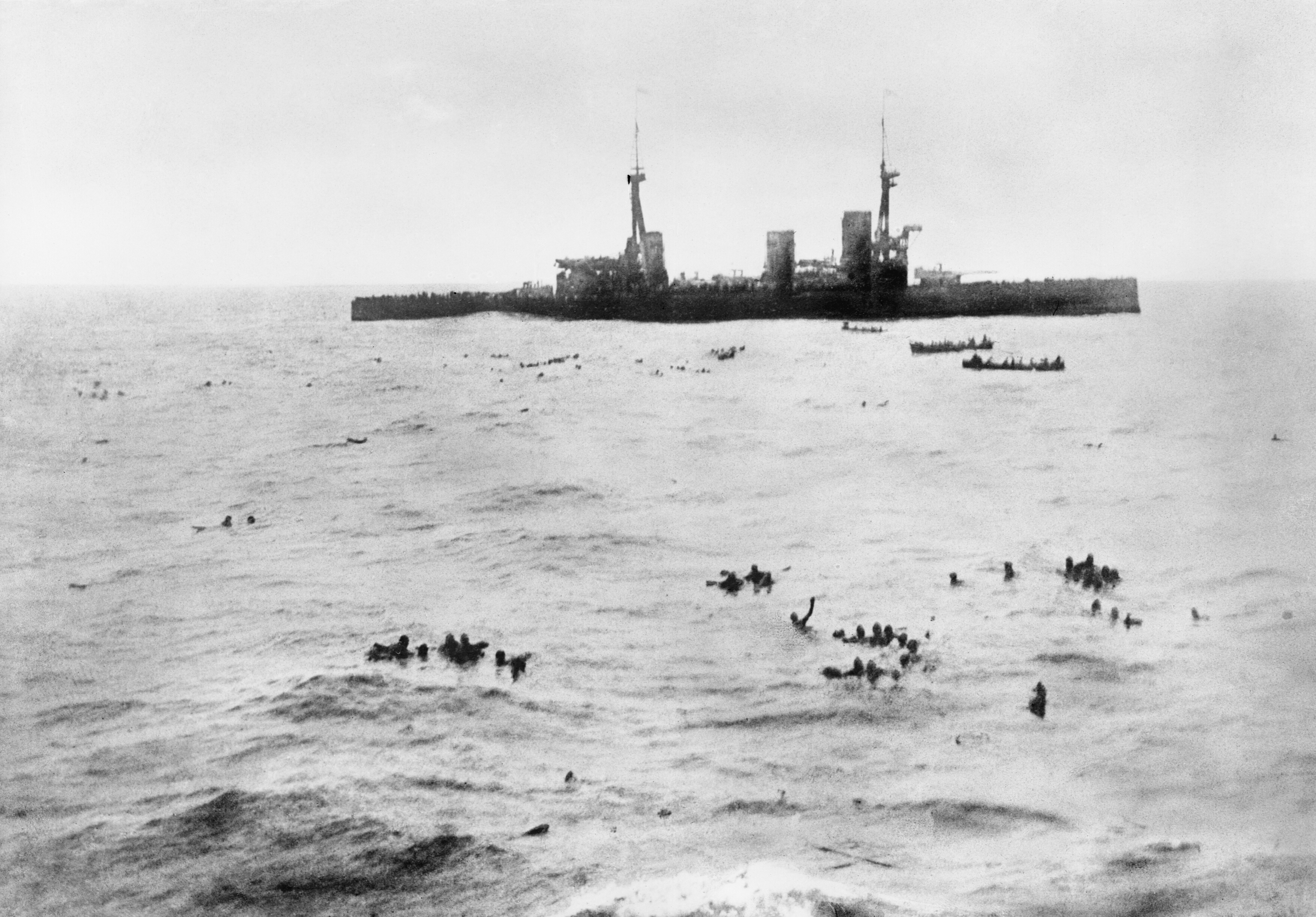
„Inflexible” podczas akcji ratowniczej po bitwie koło Falklandów

Brytyjskie okręty wyszły z Port Stanley po około godzinie i rozpoczęły pościg za oddalającymi się Niemcami. Korzystając z przewagi prędkości, doszły po kolejnych dwóch godzinach na odległość maksymalnego skutecznego strzału (około 15 000 m). „Inflexible” otworzył ogień z wieży dziobowej o 12.55 czasu lokalnego. Początkowo był on niecelny, dopiero w dalszej fazie bitwy, po zmniejszeniu dystansu i wejściu do walki pozostałych wież artyleryjskich, brytyjskie pociski zaczęły poważniej uszkadzać okręty przeciwnika. Postrzelany i płonący „Scharnhorst” zatonął o 16.17, wraz z całą załogą. Brytyjskie krążowniki liniowe kontynuowały pościg za uszkodzonym „Gneisenau”, płynącym ze zmniejszoną prędkością. Wystrzeliwując niemal całą dostępną amunicję, „Invincible” i „Inflexible” zatopiły wreszcie, kilka minut po godzinie 20.00, niemiecki okręt, po czym przystąpiły do akcji ratowniczej.
W równoległym pościgu towarzyszące admirałowi Sturdee krążowniki lekkie dogoniły i zatopiły dwa z trzech niemieckich odpowiedników. Trzeci, „Dresden”, uszedł i został osaczony przez brytyjskie okręty dopiero 9 marca 1915 roku u wybrzeży Chile.
„Inflexible” wystrzelił podczas bitwy 661 pocisków kalibru 305 mm, podobną liczbę wystrzelili również artylerzyści „Invincible”, notując łącznie 74 trafienia na obydwu niemieckich krążownikach pancernych (według ocalałych Niemców było ich mniej). Podczas pierwszej fazy starcia na dużym dystansie „Inflexible” ulokował jedynie trzy celne pociski na „Gneisenau”. Brytyjski krążownik został trzykrotnie trafiony, notując niegroźne uszkodzenia dział kalibru 102 mm na dachach dziobowej i rufowej wieży artyleryjskiej. Jeden marynarz poniósł śmierć, trzech zostało rannych.
Po bitwie, do 19 grudnia, okręt przebywał jeszcze na wodach wokół Ameryki Południowej, prowadząc poszukiwania krążownika „Dresden”, później został odwołany do Europy. Po krótkim remoncie w Gibraltarze przeszedł ponownie na Morze Śródziemne, by wziąć udział w operacji dardanelskiej.

### Dardanele
24 stycznia 1915 roku „Inflexible” dotarł w rejon Dardaneli, zastępując „Indefatigable” w roli okrętu flagowego dowódcy Floty Sprzymierzonej, wiceadmirała Sackville’a Cardena. Alianckie okręty prowadziły stałą blokadę cieśniny, a 19 i 25 lutego przeprowadziły bombardowania fortów wejściowych, broniących dostępu do Dardaneli. W wyniku drugiego z nich umocnienia tureckie zostały zniszczone, co umożliwiło sprzymierzonym wpłynięcie do początkowego odcinka cieśniny. W obydwu akcjach uczestniczył również „Inflexible”, wystrzeliwując odpowiednio 47 i 10 pocisków z dział artylerii głównej. Dalsza droga wodna była jednak broniona przez kolejne linie fortów, nieporównanie silniejsze od poprzednich. Były one usytuowane w najwęższym odcinku i wzmocnione ruchomymi stanowiskami artyleryjskimi oraz zagrodami minowymi, blokującymi przejście.
10 marca krążownik opuścił rejon Dardaneli, kierując się na Maltę w celu wymiany luf dział wieży dziobowej, które po oddaniu kilkuset strzałów (213 jedno działo i 183 drugie), wykazywały objawy zużycia. Po krótkim pobycie w dokach wyspy okręt powrócił w skład floty przygotowującej się do głównego natarcia.
16 marca ustąpił ze stanowiska wiceadmirał Carden, tłumacząc się złym stanem zdrowia. Przygotowany przez niego plan forsowania Dardaneli, którego data została określona na 18 marca, miał zrealizować nowy dowódca, kontradmirał John de Robeck. Flota została podzielona na trzy eskadry, które miały wpłynąć do cieśniny w trzech równoległych liniach i związać ogniem stałe umocnienia oraz ruchome stanowiska artyleryjskie. W tym czasie lżejsze jednostki, głównie przystosowane kutry rybackie, powinny rozpocząć trałowanie drogi wodnej. „Inflexible”, z kontradmirałem de Robeckiem na pokładzie, był wyznaczony do pierwszej linii okrętów.

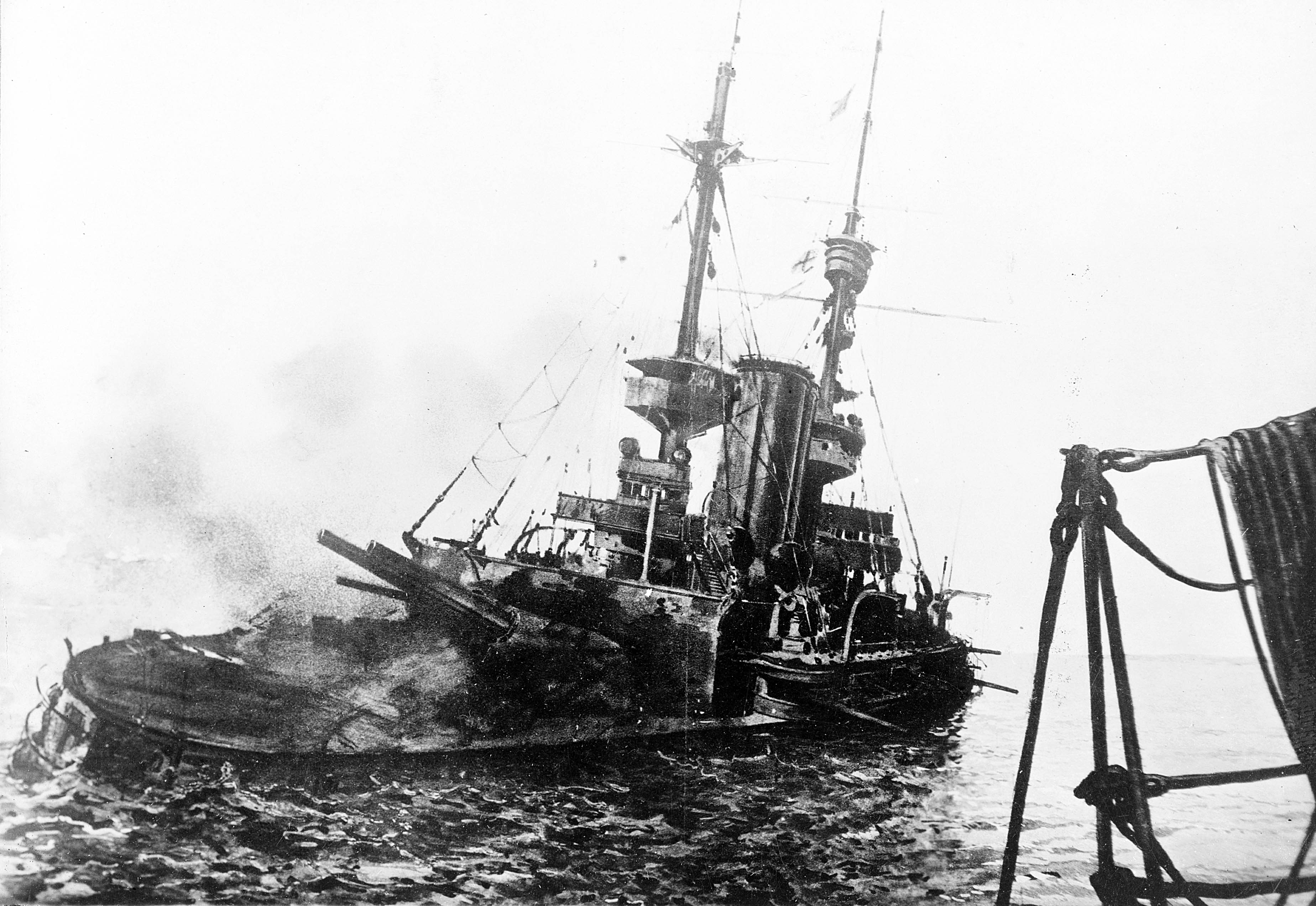
Opuszczony przez załogę i tonący po wejściu na turecką minę pancernik „Irrestisible”

Operacja rozpoczęła się rankiem 18 marca 1915 roku. Okręt admiralski rozpoczął działania od ostrzeliwania z dużej odległości fortów Rumeli Hamidiye i Rumeli Mecidiye na brzegu azjatyckim. O ile prowadzony na dużym dystansie ogień brytyjski nie wyrządził większych szkód, to wczesnym popołudniem tureccy artylerzyści ulokowali w ciągu kilku minut cztery celne pociski na „Inflexible”. Dwa z nich trafiły w rejon mostku dziobowej nadbudówki, wywołując pożar, co zmusiło dowódcę do wycofania okrętu z linii. Wkrótce potem trafiły dwa kolejne pociski, powiększając uszkodzenia, zaś następny zatopił płynący w pobliżu kuter parowy, mający chronić okręt przed dryfującymi minami. Niemal cztery godziny później przy prawej burcie krążownika wybuchła mina z nierozpoznanej zagrody, postawionej 8 marca przez turecki stawiacz min „Nusret”, niszcząc przedział wyrzutni torpedowych i zabijając przebywających tam 27 marynarzy. Płynąc ze sporym przegłębieniem na dziób okręt opuścił szyk i skierował się do wyjścia z cieśniny. Celem dowódcy była zatoka na wyspie Tenedos, gdzie znajdowała się baza floty. „Inflexible” dotarł tam w ciągu półtorej godziny i, dla zapobieżenia zatonięciu, został osadzony na mieliźnie. Po prowizorycznym naprawieniu uszkodzeń został odesłany na remont na Maltę, zakończony w czerwcu.
Ogółem podczas bitwy 18 marca artyleria „Inflexible” wystrzeliła 182 pociski kalibru 305 mm. Największym sukcesem było unieszkodliwienie dwóch tureckich dział fortu Rumeli Hamidiye. Okręt stracił w wyniku ostrzału i wybuchu miny 33 zabitych i 13 rannych członków załogi. Akcja zakończyła się porażką Floty Sprzymierzonej: na minach zatonęły dwa pancerniki brytyjskie i jeden francuski, trzy dalsze jednostki (oprócz „Inflexible”) zostały uszkodzone ogniem artyleryjskim. W efekcie głównodowodzący brytyjskimi wojskami lądowymi na tym obszarze, generał Ian Hamilton, w porozumieniu z marszałkiem Horatio Kitchenerem, zdecydowali o rezygnacji z operacji morskiej na rzecz desantu, co doprowadziło do lądowania pod Gallipoli.

### Bitwa jutlandzka
19 czerwca 1915 roku, po dotarciu na wody brytyjskie, „Inflexible” pod komendą nowego dowódcy, komandora Edwarda H.F. Heaton-Ellisa, wszedł w skład nowo utworzonej 3. Eskadry Krążowników Liniowych Grand Fleet, grupującej wszystkie trzy jednostki typu Invincible. Dowodził nią kontradmirał Horace Hood na „Invincible”. Najbliższe miesiące, w związku ze znikomą aktywnością niemieckiej Hochseeflotte w tym okresie, upływały okrętom brytyjskim na prowadzeniu ćwiczeń i manewrów floty. W maju 1916 roku wszystkie trzy krążowniki 3. Eskadry przeszły z Rosyth do Scapa Flow, dołączając do głównych sił Grand Fleet na czas ćwiczeń artyleryjskich. 30 maja flota brytyjska otrzymała rozkaz wyjścia w morze, spowodowany przechwyceniem i rozszyfrowaniem niemieckiej korespondencji radiowej. Wynikało z niej, że Hochseeflotte przygotowuje na najbliższe dni akcję ofensywną. 3. Eskadra Krążowników Liniowych, przebywająca na akwenie ćwiczeń, miała je natychmiast przerwać i dołączyć do sił głównych.
Bitwę rozpoczęły po obydwu stronach krążowniki liniowe. W pierwszej fazie starcia Brytyjczycy ponieśli poważne straty: w eksplozjach komór amunicyjnych zatonęły „Indefatigable” i „Queen Mary”. W kolejnych godzinach, gdy na pole walki dotarła całość sił Grand Fleet, admirał John Jellicoe zdecydował dołączyć 3. Eskadrę do pozostałych okrętów Davida Beatty’ego, po raz kolejny atakujących linię jednostek niemieckich. O godzinie 5.36 (czasu GMT) zespół kontradmirała Hooda starł się z niemieckimi krążownikami lekkimi 2. Grupy Rozpoznawczej. Wkrótce potem, jako awangarda floty brytyjskiej, związały się walką z groźniejszym przeciwnikiem: niemieckimi krążownikami liniowymi admirała Hippera. Niemieccy artylerzyści po raz kolejny udowodnili swą skuteczność: kilka minut po 6.30 salwy nakryły „Invincible”, powodując, podobnie jak na wcześniej zniszczonych okrętach, eksplozję ładunków i zatopienie jednostki z niemal całą załogą.
Przepływając przez miejsce tragedii, dwa ocalałe krążowniki 3. Eskadry, zgodnie z brytyjską zasadą wojenną, nie poświęciły ani chwili na akcję ratowniczą. W dalszej części bitwy towarzyszyły pozostałym okrętom wiceadmirała Beatty’ego, a „Inflexible” związał się w krótkim starciu z niemieckim krążownikiem liniowym „Moltke”. Ogółem w ciągu całej bitwy artylerzyści okrętu wystrzelili 88 pocisków kalibru 305 mm, uzyskując w pierwszej fazie walki trafienie w kotłownię krążownika lekkiego „Pillau”, które zniszczyło lub czasowo wyłączyło z akcji część kotłów na niemieckiej jednostce i znacząco ograniczyło jej prędkość. Brytyjski okręt nie poniósł w bitwie żadnych strat.

### Służba po bitwie jutlandzkiej
W wyniku strat, poniesionych przez Royal Navy w bitwie jutlandzkiej, konieczne było przeorganizowanie sił wiceadmirała Beatty’ego. 5 czerwca „Indomitable” i „Inflexible” wraz z flagowym HMAS „Australia” utworzyły 2. Eskadrę Krążowników Liniowych, później dołączył do nich jeszcze „New Zealand”. 19 sierpnia 1916 roku okręt był nieskutecznie atakowany przez niemieckiego U-Boota, U-65. Wobec braku aktywności Hochseeflotte, krążownik nie brał już udziału w żadnej akcji bojowej. W nocy z 31 stycznia na 1 lutego 1918 roku, podczas wychodzenia zespołu floty z Rosyth, „Inflexible” uczestniczył w serii kolizji, znanej jako „bitwa koło wyspy May”. Krążownik liniowy zderzył się z okrętem podwodnym K22, poważnie go uszkadzając. W narastającym chaosie doszło do kolejnych wypadków, już bez udziału „Inflexible”. Spowodowały one zatonięcie dwóch okrętów podwodnych, szereg uszkodzeń na innych jednostkach i śmierć 109 marynarzy. „Inflexible” nie odniósł uszkodzeń w zderzeniu.
21 listopada 1918 roku krążownik wchodził w skład floty przyjmującej płynące na internowanie okręty niemieckie. Na początku 1919 roku został przeniesiony do Floty Rezerwowej w Nore, pełniąc przez pewien czas funkcję jej jednostki flagowej. Formalnie wycofany z linii 31 marca 1920 roku, 1 grudnia 1921 roku został sprzedany do stoczni złomowej Stanlee Shipbreaking w Dover, która z kolei odsprzedała go dalej do Niemiec, gdzie ostatecznie został rozebrany w następnym roku.
W 1917 roku jednemu ze szczytów w paśmie Canadian Rockies (Góry Skaliste) na cześć okrętu nadano nazwę Mount Inflexible (3000 m n.p.m.).